# André Michelin
André Jules Aristide Michelin (Parigi, 16 gennaio 1853 – Parigi, 4 aprile 1931) è stato un ingegnere e imprenditore francese, costruttore di telai in ferro e fondatore col fratello Édouard della casa di produzione di pneumatici Michelin.
Dette vita al personaggio emblematico del Bibendum, l'"Omino Michelin", e per promuovere l'uso dell'automobile e stimolare le vendite di pneumatici, creò nel 1900 anche la famosa Guida Michelin.

## Biografia
André Michelin nacque a Parigi nel 1853, figlio dell'artista-incisore Jules Michelin e di Adèle Barbier, ereditiera di una fabbrica di gomma. Si laureò all'École Centrale di Parigi nel 1877. Nel 1883 diresse l'officina di carpenteria metallica che porta il suo nome, al 115 di rue de Bagnolet a Parigi, progettando serre e grandi edifici pubblici. 
Nel 1886 rilevò la fabbrica di famiglia, accompagnato dal fratello Édouard. Guadagnarono rapidamente una certa reputazione, in particolare grazie al loro lavoro nel settore automobilistico. Ad esempio, nel 1891, André Michelin sviluppò i primi pneumatici che potevano essere separati dalle ruote per migliorare la riparazione di forature o danni ai pneumatici.

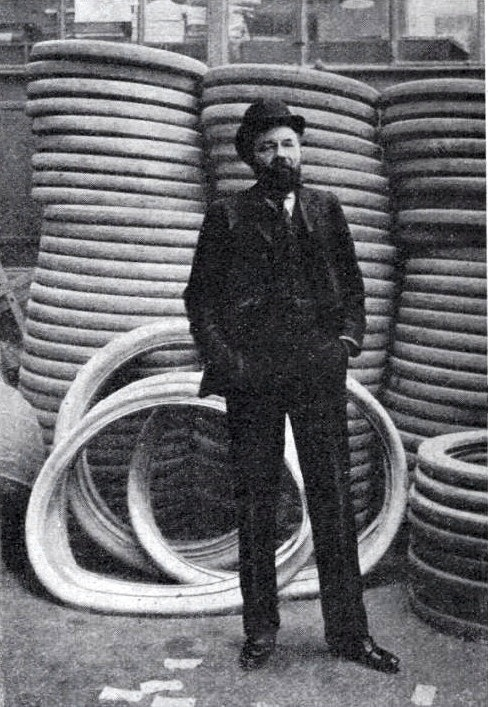
André Michelin coi suoi pneumatici

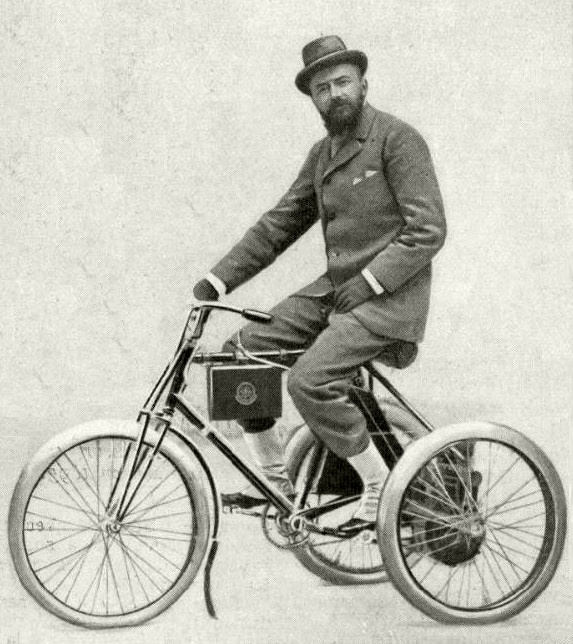
André Michelin sul suo triciclo a benzina

Poi, nel 1889, creò, sempre con il fratello Édouard, la società "Michelin & Cie", che nel 1891 iniziò a produrre pneumatici.
Nel 1895, con il fratello Édouard, fu decimo alla Parigi-Bordeaux-Parigi, in sella alla sua Éclair con telaio Peugeot e motore Daimler, montato sugli unici pneumatici della corsa. Nel 1896 fu secondo alla Bordeaux-Agen-Bordeaux, dietro a Gaston Bousquet.
Nel 1896, dopo un primo volo in mongolfiera "Le Touring-club", sviluppò il gusto per l'aviazione. Vide prospettive militari future nell'aviazione e interessanti ricadute nell'industria francese. Nel 1911 affermò che la Francia avrebbe dovuto concentrare le sue forze e i suoi interessi anche nel campo aeronautico. Attaccando apertamente il governo francese il 7 dicembre, criticò la mancanza di fondi. Lanciò un appello generale per le donazioni in ciascuna delle città della Francia e ricevette molte risposte.

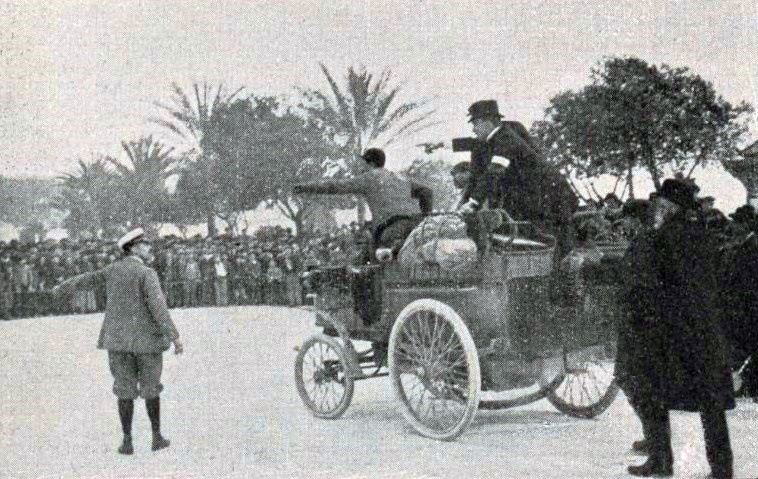
La station wagon di André Michelin a Nizza (Marsiglia-Nizza-La Turbie 1897)

Nel 1897 si classificò 19º alla Parigi-Trouville-sur-Mer sur Mors, e vinse la prima edizione della Cronoscalata Nizza - La Turbie su Break-Vapeur De Dion da 15 cv, la terza e ultima tappa della Marsiglia-Fréjus-Nizza-La Turbie (dopo aver vinto anche la seconda, Fréjus-Nizza).
Uno dei punti di svolta chiave nella campagna pubblicitaria dell'industria Michelin fu il "Bonhomme Michelin" o Bibendum, un uomo fatto di pneumatici. Fu chiamato così a partire dal 1898, un nome preso da "Nunc est Bibendum" dalle Odi di Orazio.
Nel 1900 creò la Guida Michelin,  incentrate sul turismo e sulla gastronomia, prima francese e poi europea.  Poi, nel 1910, lanciò la famosa mappa della Francia, composta da quarantasette fogli giustapposti, piegati secondo l'ingegnoso principio della fisarmonica.
Inventore dello pneumatico smontabile per biciclette nel 1891 e per automobili
Morì a Parigi il 4 aprile 1931

## Vita privata
Sposò Sophie Wolff (1858-1918), figlia di un famoso costruttore di pianoforti parigino Auguste Wolff (1821-1887) e poi di sua cognata Jeanne Wolff (1874-1955).